# آربلادو-لو-با
آربلادو-لو-با (به فرانسوی: Arblade-le-Bas) یک کمون در فرانسه است که در canton of Riscle واقع شده‌است. آربلادو-لو-با ۷٫۶۷ کیلومتر مربع مساحت دارد ۱۵۱ متر بالاتر از سطح دریا واقع شده‌است.